# Domenico Piemontesi
Domenico Piemontesi (Boca, Novara, Itália, 11 de janeiro de 1903 - 1 de junho de 1987), apodado o Ciclone dei Borgomanero, foi um ciclista profissional italiano. Esteve ativo entre 1925 e 1938, durante os quais conseguiu 32 vitórias.

## Carreira desportiva
Piemontesi participou em 12 edições do Giro d'Italia. Na carreira italiana conseguiu finalizar segundo em 1929 e terceiro em 1933. Em 1936 conseguiu finalizar 6º, e 7º em 1934.
Obteve a medalha de bronze no primeiro Campeonato do Mundo de ciclismo disputado em Nürburgring, Alemanha, em 1927. No Campeonato da Itália de ciclismo obteve uma prata em 1927 e um bronze em 1929.
Ganhou várias clássicas, como o Giro de Lombardia de 1933, corrida na que também terminou 2º em 1932 e 3º em 1934. Também venceu no Giro d'Emilia e na Tre Valli Varesine.
Depois de retirar-se do ciclismo profissional, Piemontesi dedicou-se a tarefas de diretor desportivo, dirigindo a outros ciclistas como Fornara e Nencini.

## Palmarés
| 1922 (amador) - Tre Valli Varesine - Turim-Saint Vincent - Turim-Varallo 1926 - 2 vitórias de etapa no Giro d'Italia 1927 - 1 vitória de etapa no Giro d'Italia - Medalha de bronze no Campeonato do Mundo de ciclismo - 2º no Campeonato da Itália de ciclismo em estrada - Giro d'Emilia - Milão-Módena 1928 - 5 vitórias de etapa no Giro d'Italia - Volta de Colónia - Volta de Sáxonia | 1929 - 2º do Giro d'Italia - 1 vitória de etapa no Giro d'Italia - 3º no Campeonato da Itália de ciclismo em estrada 1930 - 1 vitória de etapa no Giro d'Italia 1932 - Volta a Cataluña - 2 vitórias de etapa na Volta à Catalunha - Tre Valli Varesine 1933 - 3º do Giro d'Italia - Giro de Lombardia 1934 - 1 vitória de etapa no Volta a Suíça - Giro da Província de Milão 1935 - 1 vitória de etapa no Giro d'Italia |

## Equipas
- Glória (1922)
- Atala (1923)
- Ancora (1925)
- Alcyon-Dunlop (1926)
- Bianchi (1927-1931)
- Glória-Génial Lucifer (1932-1933)
- Maino (1934-1935)
- Bianchi (1936-1938)